# Dyrkning

Dyrkning er en standard metode til identifikation af mikroorganismer. Herved oprenses en ikkeforurenet gruppe, der kan identificeres. Bakterier er det mest almindelige at dyrke. 
Dyrkning foregår ved at en væskeprøve eller podning stryges ud på en speciel gel i en petriskål, som overdækkes med et låg. Behøves ekstra næring til prøven, kan man tilsætte blod eller kødekstrakt til gelen. Har man mistanke om en bestemt mikroorganisme, kan gelen sammensættes specielt, således at den fremmer væksten af denne mikroorganisme og hæmmer væksten af andre.
Efter udstrygning placeres prøven i et varmeskab (inkubator) ved 37 °C, da denne temperatur er der hvor mikroorganismerne trives bedst. 
I petriskålen vil der ofte være vækst af flere forskellige mikroorganismer, men den sygdomsfremkaldende (patogene) mikroorganisme vil ofte dominere over de raske (ikke-patogene).

Vira og specielle bakterier er vanskeligere at identificere, idet de gemmer sig inden i kroppens celler. I disse tilfælde anvendes en almindelig blodprøve, der undersøges for antistoffer mod den pågældende mikroorganisme. Der kan også foretages en DNA opformering (PCR, LCR), hvor kendskab til DNA-sekvensen for de enkelte vira eller bakterier udnyttes.

Væskeprøver fra mennesker tages som regel fra:
- Blod
- Spyt
- Urin
- Skedeudflåd
- Afføring

Podningsprøver fra mennesker tages som regel fra:
- Mund
- Hud
- Ydre øregang
- Svælg
- Sår
- Urinrør
- Skede